# Grand Prix Belgii 1952
Grand Prix Belgii 1952 (oryg. Grand Prix de Belgique), Grand Prix Europy 1952 – trzecia runda Mistrzostw Świata Formuły 1 w sezonie 1952, która odbyła się 22 czerwca 1952 po raz trzeci na torze Circuit de Spa-Francorchamps.
13. Grand Prix Belgii, trzecie zaliczane do Mistrzostw Świata Formuły 1.

## Lista startowa
Na niebieskim tle kierowcy, który wycofali się przed treningiem.
| Nr      | Kierowca                      | Zespół                                    | Samochód          | Silnik                 | Opony |
| ------- | ----------------------------- | ----------------------------------------- | ----------------- | ---------------------- | ----- |
| 2       | Giuseppe Farina               | Scuderia Ferrari                          | Ferrari 500       | Ferrari Type 500 2L 4C | P     |
| 4       | Alberto Ascari                | Scuderia Ferrari                          | Ferrari 500       | Ferrari Type 500 2L 4C | P     |
| 6       | Piero Taruffi                 | Scuderia Ferrari                          | Ferrari 500       | Ferrari Type 500 2L 4C | P     |
| 8       | Mike Hawthorn                 | Leslie D. Hawthorn (prywatnie)            | Cooper T20        | Bristol BS1 2L 6C      | D     |
| 10      | Alan Brown                    | Ecurie Richmond                           | Cooper T20        | Bristol BS1 2L 6C      | D     |
| 12      | Eric Brandon                  | Ecurie Richmond                           | Cooper T20        | Bristol BS1 2L 6C      | D     |
| 14      | Robert Manzon                 | Equipe Gordini                            | Gordini T16       | Gordini 20 2L 6C       | E     |
| 16      | Jean Behra                    | Equipe Gordini                            | Gordini T16       | Gordini 20 2L 6C       | E     |
| 18      | Johnny Claes                  | Equipe Gordini                            | Gordini T16S      | Gordini 20 2L 6C       | E     |
| 20      | Prince Bira                   | Equipe Gordini                            | Simca-Gordini T15 | Gordini 1500 1.5L 4C   | E     |
| 22      | Louis Rosier                  | Ecurie Rosier                             | Ferrari 500       | Ferrari Type 500 2L 4C | D     |
| 24      | Lance Macklin                 | HWMotors                                  | HWM 52            | Alta F2 2L 4C          | D     |
| 26      | Peter Collins                 | HWMotors                                  | HWM 52            | Alta F2 2L 4C          | D     |
| 28      | Paul Frère                    | HWMotors                                  | HWM 52            | Alta F2 2L 4C          | D     |
| 30      | Roger Laurent                 | HWMotors                                  | HWM 52            | Alta F2 2L 4C          | D     |
| 32      | Stirling Moss                 | ERA                                       | ERA G             | Bristol BS1 2L 6C      | D     |
| 34      | Charles de Tornaco            | Ecurie Francorchamps                      | Ferrari 500       | Ferrari Type 500 2L 4C | E     |
| 36      | Ken Wharton                   | Scuderia Franera                          | Frazer Nash FN48  | Bristol BS1 2L 6C      | D     |
| 38      | Arthur Legat                  | Arthur Legat (prywatnie)                  | Veritas Meteor    | Veritas 2.0L 6C        | E     |
| 40      | Robin Montgomerie-Charrington | Robin Montgomerie-Charrington (prywatnie) | Aston NB41        | Butterworth F4 2.0L    | D     |
| 42      | Tony Gaze                     | Tony Gaze (prywatnie)                     | HWM 51            | Alta F2 2L 4C          | D     |
| 44      | Robert O’Brien                | Equipe Gordini                            | Simca-Gordini T15 | Gordini 1500 1.5L 4C   | E     |
| Źródła: |                               |                                           |                   |                        |       |

## Wyniki

### Kwalifikacje
Źródło: racing-reference.info
| P  | Nr | Kierowca                      | Konstruktor(-silnik) | Opony | Czas   | Odstęp | Strata  |
| -- | -- | ----------------------------- | -------------------- | ----- | ------ | ------ | ------- |
| 1  | 4  | Alberto Ascari                | Ferrari              | P     | 4:37,0 | -      | -       |
| 2  | 2  | Giuseppe Farina               | Ferrari              | P     | 4:40,0 | +3,0   | +3,0    |
| 3  | 6  | Piero Taruffi                 | Ferrari              | P     | 4:46,0 | +6,0   | +9,0    |
| 4  | 14 | Robert Manzon                 | Gordini              | E     | 4:52,0 | +6,0   | +15,0   |
| 5  | 16 | Jean Behra                    | Gordini              | E     | 4:56,0 | +4,0   | +19,0   |
| 6  | 8  | Mike Hawthorn                 | Cooper-Bristol       | D     | 4:58,0 | +2,0   | +21,0   |
| 7  | 36 | Ken Wharton                   | Frazer Nash-Bristol  | D     | 5:01,0 | +3,0   | +24,0   |
| 8  | 28 | Paul Frère                    | HWM-Alta             | D     | 5:05,0 | +4,0   | +28,0   |
| 9  | 10 | Alan Brown                    | Cooper-Bristol       | D     | 5:07,0 | +2,0   | +30,0   |
| 10 | 32 | Stirling Moss                 | ERA-Britsol          | D     | 5:07,6 | +0,6   | +30,6   |
| 11 | 26 | Peter Collins                 | HWM-Alta             | D     | 5:09,0 | +1,4   | +32,0   |
| 12 | 12 | Eric Brandon                  | Cooper-Bristol       | D     | 5:11,0 | +2,0   | +34,0   |
| 13 | 34 | Charles de Tornaco            | Ferrari              | E     | 5:14,5 | +3,5   | +37,5   |
| 14 | 24 | Lance Macklin                 | HWM-Alta             | D     | 5:17,1 | +2,6   | +40,1   |
| 15 | 40 | Robin Montgomerie-Charrington | Aston Butterworth    | D     | 5:19,3 | +2,2   | +42,3   |
| 16 | 42 | Tony Gaze                     | HWM-Alta             | D     | 5:22,8 | +3,5   | +45,8   |
| 17 | 22 | Louis Rosier                  | Ferrari              | D     | 5:25,7 | +2,9   | +48,7   |
| 18 | 20 | Prince Bira                   | Simca-Gordini        | E     | 5:28,4 | +2,7   | +51,4   |
| 19 | 18 | Johnny Claes                  | Gordini              | E     | 5:31,1 | +2,7   | +54,1   |
| 20 | 30 | Roger Laurent                 | HWM-Alta             | D     | 5:37,9 | +6,8   | +1:00,9 |
| 21 | 38 | Arthur Legat                  | Veritas              | E     | 5:45,0 | +7,1   | +1:08,0 |
| 22 | 44 | Robert O’Brien                | Simca-Gordini        | E     | 5:51,0 | +6,0   | +1:14,0 |
| P  | Nr | Kierowca                      | Konstruktor(-silnik) | Opony | Czas   | Odstęp | Strata  |

### Wyścig
Źródła:
| P                 | + / –     | Nr | Kierowca                      | Konstruktor         | Opony | Okr. | Czas / Strata | Komentarz   |
| ----------------- | --------- | -- | ----------------------------- | ------------------- | ----- | ---- | ------------- | ----------- |
| 1                 | Bez zmian | 4  | Alberto Ascari                | Ferrari             | P     | 36   | 3h03m46,3     |             |
| 2                 | Bez zmian | 2  | Giuseppe Farina               | Ferrari             | P     | 36   | 1:55,2        |             |
| 3                 | 1         | 14 | Robert Manzon                 | Gordini             | E     | 36   | 4:28,4        |             |
| 4                 | 2         | 8  | Mike Hawthorn                 | Cooper-Bristol      | D     | 35   | +1 okr.       |             |
| 5                 | 3         | 28 | Paul Frère                    | HWM-Alta            | D     | 34   | +2 okr.       |             |
| 6                 | 4         | 10 | Alan Brown                    | Cooper-Bristol      | D     | 34   | +2 okr.       |             |
| 7                 | 6         | 34 | Charles de Tornaco            | Ferrari             | E     | 33   | +3 okr.       |             |
| 8                 | 11        | 18 | Johnny Claes                  | Gordini             | E     | 33   | +3 okr.       |             |
| 9                 | 3         | 12 | Eric Brandon                  | Cooper-Bristol      | D     | 33   | +3 okr.       |             |
| 10                | 8         | 20 | Prince Bira                   | Simca-Gordini       | E     | 32   | +4 okr.       |             |
| 11                | 3         | 24 | Lance Macklin                 | HWM-Alta            | D     | 32   | +4 okr.       |             |
| 12                | 8         | 30 | Roger Laurent                 | HWM-Alta            | D     | 32   | +4 okr.       |             |
| 13                | 8         | 38 | Arthur Legat                  | Veritas             | E     | 31   | +5 okr.       |             |
| 14                | 8         | 44 | Robert O’Brien                | Simca-Gordini       | E     | 30   | +6 okr.       |             |
| 15                | 1         | 42 | Tony Gaze                     | HWM-Alta            | D     | 30   | +6 okr.       |             |
| Niesklasyfikowani |           |    |                               |                     |       |      |               |             |
|                   |           | 40 | Robin Montgomerie-Charrington | Aston Butterworth   | D     | 17   | +19 okr.      | silnik      |
|                   |           | 6  | Piero Taruffi                 | Ferrari             | P     | 13   | +23 okr.      | wypadek     |
|                   |           | 16 | Jean Behra                    | Gordini             | E     | 13   | +23 okr.      | wypadek     |
|                   |           | 36 | Ken Wharton                   | Frazer Nash-Bristol | D     | 10   | +26 okr.      | poślizg     |
|                   |           | 22 | Louis Rosier                  | Ferrari             | D     | 6    | +30 okr.      | zawieszenie |
|                   |           | 26 | Peter Collins                 | HWM-Alta            | D     | 3    | +33 okr.      | półwałek    |
|                   |           | 32 | Stirling Moss                 | ERA-Britsol         | D     | 0    | +36 okr.      | silnik      |
| P                 | + / –     | Nr | Kierowca                      | Konstruktor         | Opony | Okr. | Czas / Strata | Komentarz   |

### Najszybsze okrążenie
Źródło: statsf1.com
| Nr | Kierowca       | Konstruktor | Czas   | Okr. |
| -- | -------------- | ----------- | ------ | ---- |
| 4  | Alberto Ascari | Ferrari     | 4:55,0 | 2    |

### Prowadzenie w wyścigu
Źródło: statsf1.com
| Nr                              | Kierowca       | Konstruktor | Okrążenia | Suma |
| ------------------------------- | -------------- | ----------- | --------- | ---- |
| 4                               | Alberto Ascari | Ferrari     | 2-36      | 35   |
| 16                              | Jean Behra     | Gordini     | 1         | 1    |
| \| Wykres \| \| ------ \| \| \| |                |             |           |      |
| Wykres                          |                |             |           |      |
|                                 |                |             |           |      |

## Klasyfikacja po wyścigu
Pierwsza piątka otrzymywała punkty według klucza 8-6-4-3-2, 1 punkt przyznawany był dla kierowcy, który wykonał najszybsze okrążenie w wyścigu. Klasyfikacja konstruktorów została wprowadzona w 1958 roku. Liczone było tylko 4 najlepsze wyścigi danego kierowcy.
Uwzględniono tylko kierowców, którzy zdobyli jakiekolwiek punkty
| P  | +/− | Kierowca        | Starty | Punkty | P1 | P2 | P3 | PP | NO | NS |
| -- | --- | --------------- | ------ | ------ | -- | -- | -- | -- | -- | -- |
| 1  | 0   | Piero Taruffi   | 2      | 9      | 1  | –  | –  | –  | 1  | 1  |
| 1  | N   | Alberto Ascari  | 2      | 9      | 1  | –  | –  | 1  | 1  | 1  |
| 3  | −1  | Troy Ruttman    | 1      | 8      | 1  | –  | –  | –  | –  | –  |
| 4  | N   | Giuseppe Farina | 2      | 6      | –  | 1  | –  | 1  | –  | 1  |
| 5  | −2  | Rudi Fischer    | 1      | 6      | –  | 1  | –  | –  | –  | –  |
| 5  | −2  | Jim Rathmann    | 1      | 6      | –  | 1  | –  | –  | –  | –  |
| 7  | −2  | Jean Behra      | 2      | 4      | –  | –  | 1  | –  | –  | 1  |
| 7  | N   | Robert Manzon   | 2      | 4      | –  | –  | 1  | –  | –  | 1  |
| 9  | −4  | Sam Hanks       | 1      | 4      | –  | –  | 1  | –  | –  | –  |
| 10 | −3  | Ken Wharton     | 2      | 3      | –  | –  | –  | –  | –  | 1  |
| 11 | −4  | Duane Carter    | 1      | 3      | –  | –  | –  | –  | –  | –  |
| 11 | N   | Mike Hawthorn   | 1      | 3      | –  | –  | –  | –  | –  | –  |
| 13 | −4  | Alan Brown      | 2      | 2      | –  | –  | –  | –  | –  | –  |
| 14 | −5  | Art Cross       | 1      | 2      | –  | –  | –  | –  | –  | –  |
| 14 | N   | Paul Frère      | 1      | 2      | –  | –  | –  | –  | –  | –  |
| 16 | −5  | Bill Vukovich   | 1      | 1      | –  | –  | –  | –  | 1  | –  |
| P  | +/− | Kierowca        | Starty | Punkty | P1 | P2 | P3 | PP | NO | NS |